# Володарівка (Калінінградська область)
Володарівка (рос. Володаровка) — селище Черняховського району, Калінінградської області Росії. Входить до складу Свободненського сільського поселення.
Населення —  327 осіб (2015 рік). 

## Населення
| 2002 | 2010 |
| ---- | ---- |
| 355  | ↘327 |